# Vincent-Hörnchen
Das Vincent-Hörnchen (Paraxerus vincenti) ist eine kaum erforschte Hörnchenart aus der Gattung der Afrikanischen Buschhörnchen (Paraxerus). Es ist am Monte Namuli in Mosambik endemisch. Das Artepitheton ehrt den britischen Ornithologen Jack Vincent, der im August 1932 das Typusexemplar gesammelt hatte.

## Merkmale
Das Vincent-Hörnchen ist ein mittelgroßes bis großes Hörnchen, das bei den Weibchen eine Kopf-Rumpf-Länge von 208 mm und eine Schwanzlänge von 213,5 mm erreicht. Die Männchen erreichen eine Kopf-Rumpf-Länge von 214,7 mm und eine Schwanzlänge von 206 mm. Das Rückenfell, die Gliedmaßen und die Oberseite der Füße sind grauschwarz. Das Bauchfell, die Schnauze und die Augenregion sind tief rötlichbraun. Der Oberkopf und die Wangen sind dunkelbraun. Der lange Schwanz ist schwarzbraun mit einer rötlichbraunen Spitze. Das Vincent-Hörnchen ähnelt dem Rotschwanzhörnchen (Paraxerus palliatus), das Bauchfell ist jedoch dunkler rötlichbraun.

## Vorkommen, Lebensraum und Lebensweise
Das Vincent-Hörnchen ist nur von den immergrünen Feuchtwäldern am Monte Namuli nördlich des Sambesi bekannt, wo es in Höhenlagen zwischen 1200 und 1850 m vorkommt. Aufgrund des zwei Jahrzehnte dauernden Bürgerkrieges in Mosambik hat es nur wenige Expeditionen in dieser Region gegeben, so dass seine Lebensweise bisher nicht erforscht werden konnte.

## Status
Die IUCN klassifiziert das Vincent-Hörnchen in die Kategorie „stark gefährdet“ (endangered). Der Wald am Monte Namuli ist durch Brandrodung, Kultivierung und Holzeinschlag bedroht. Offenbar wird die Art auch zum Verzehr gejagt.